# Codium

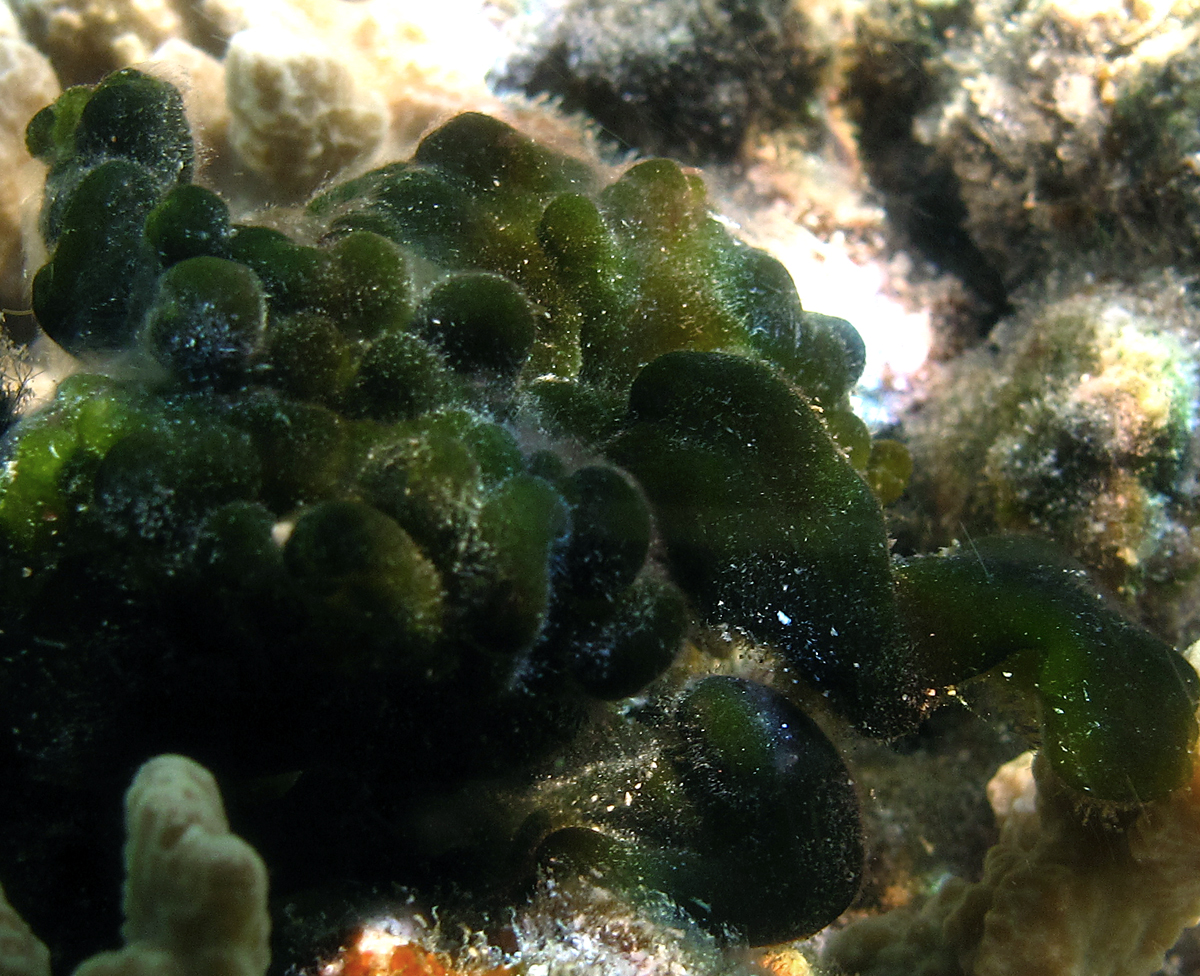
Codium arabicum

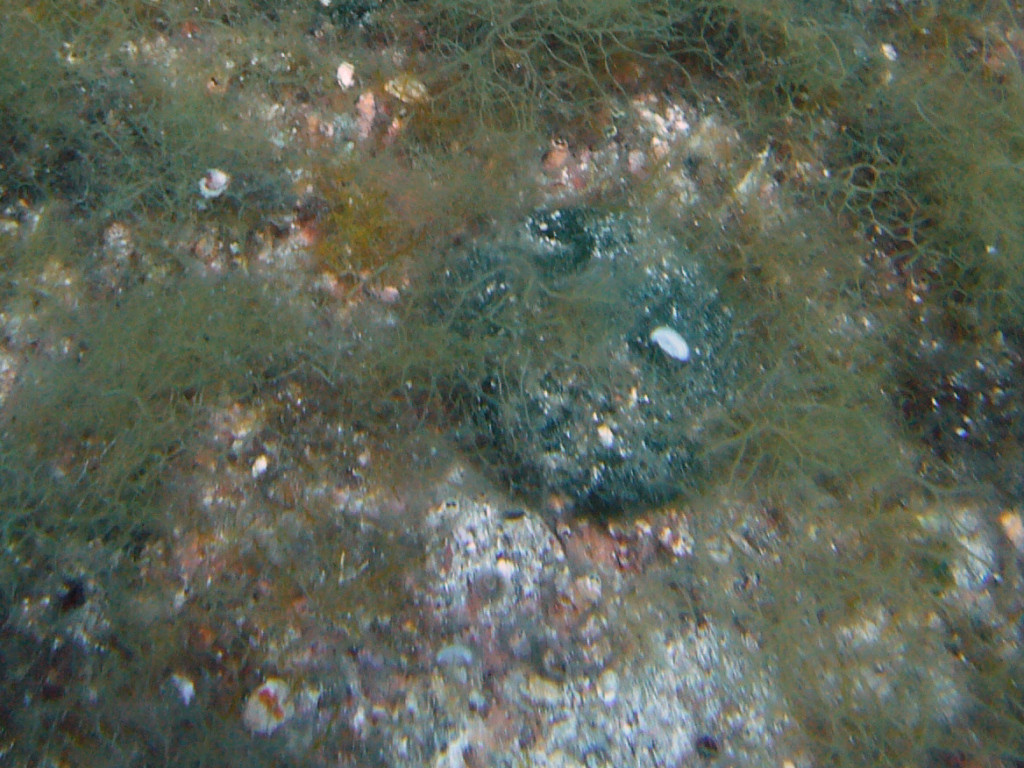
Codium bursa

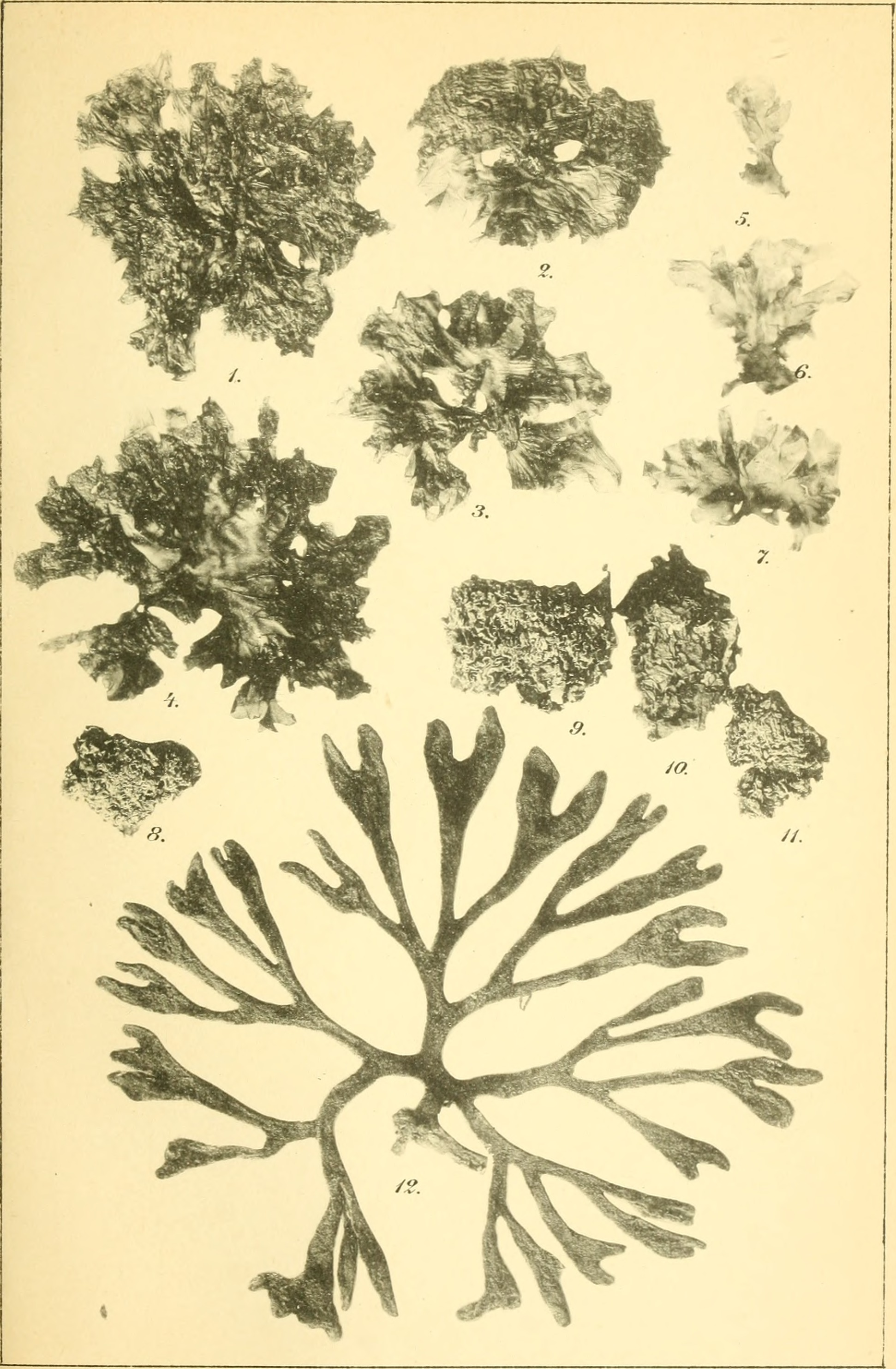
Codium contractum

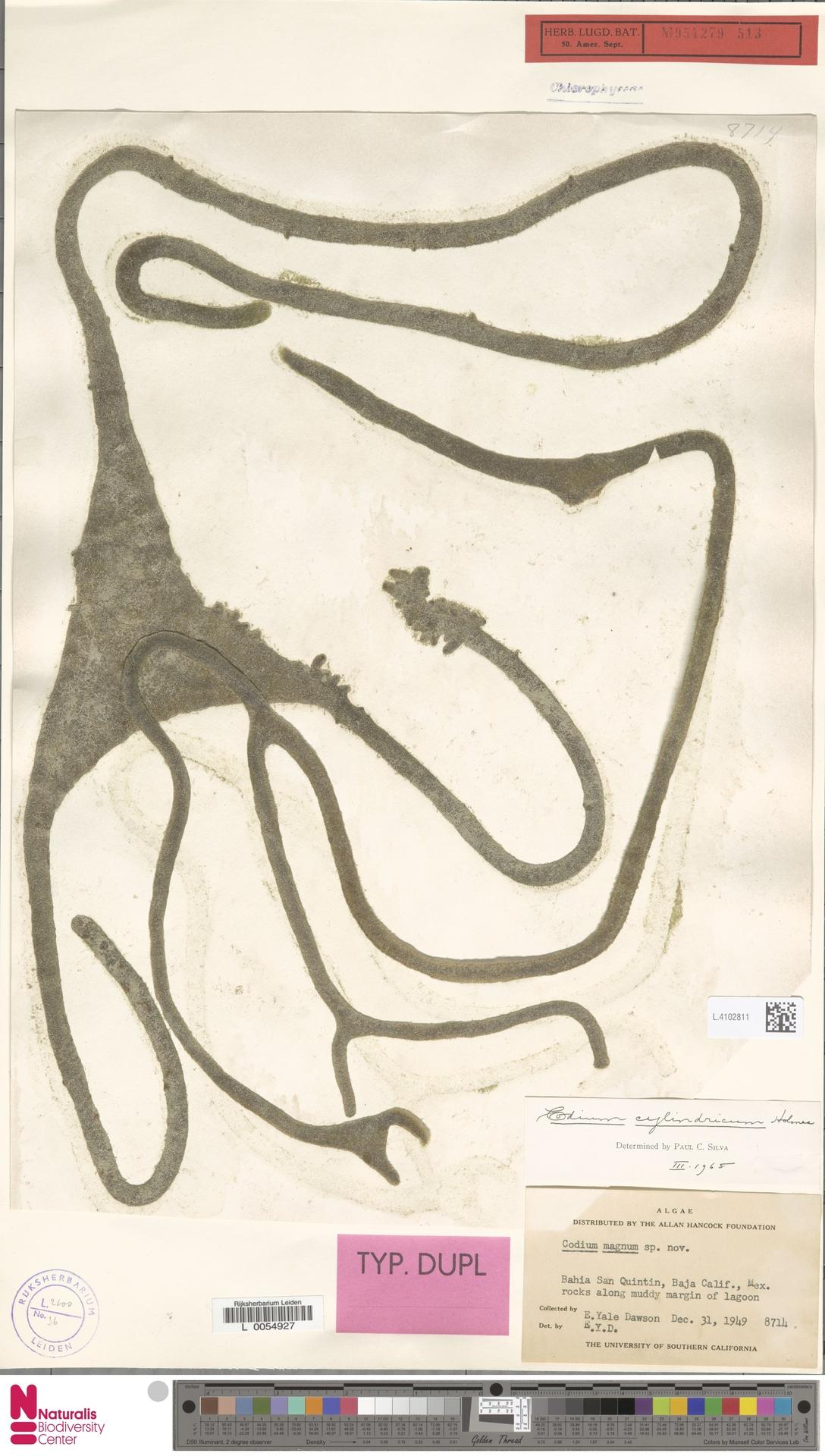
Codium cylindricum

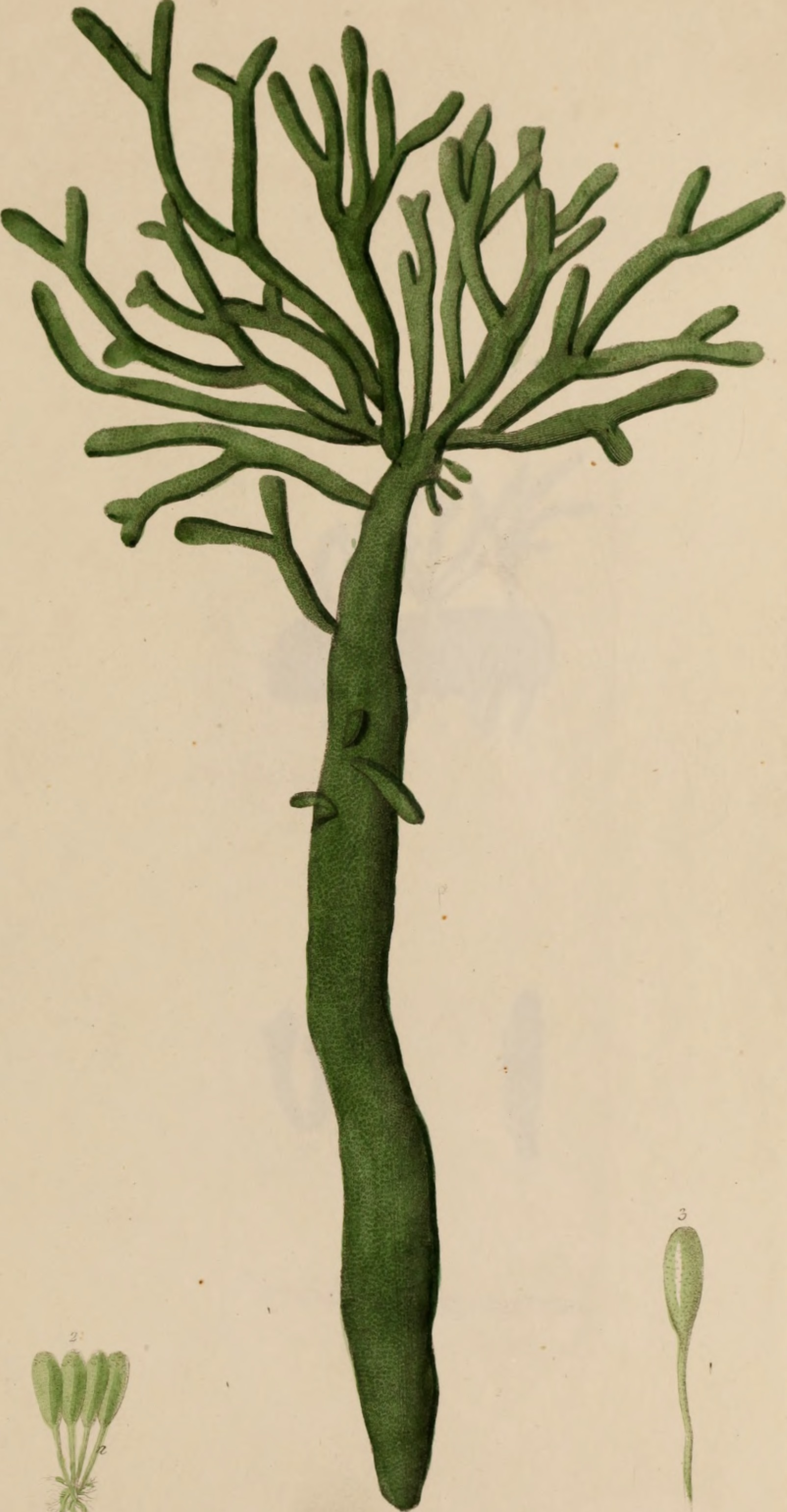
Codium dilatatum

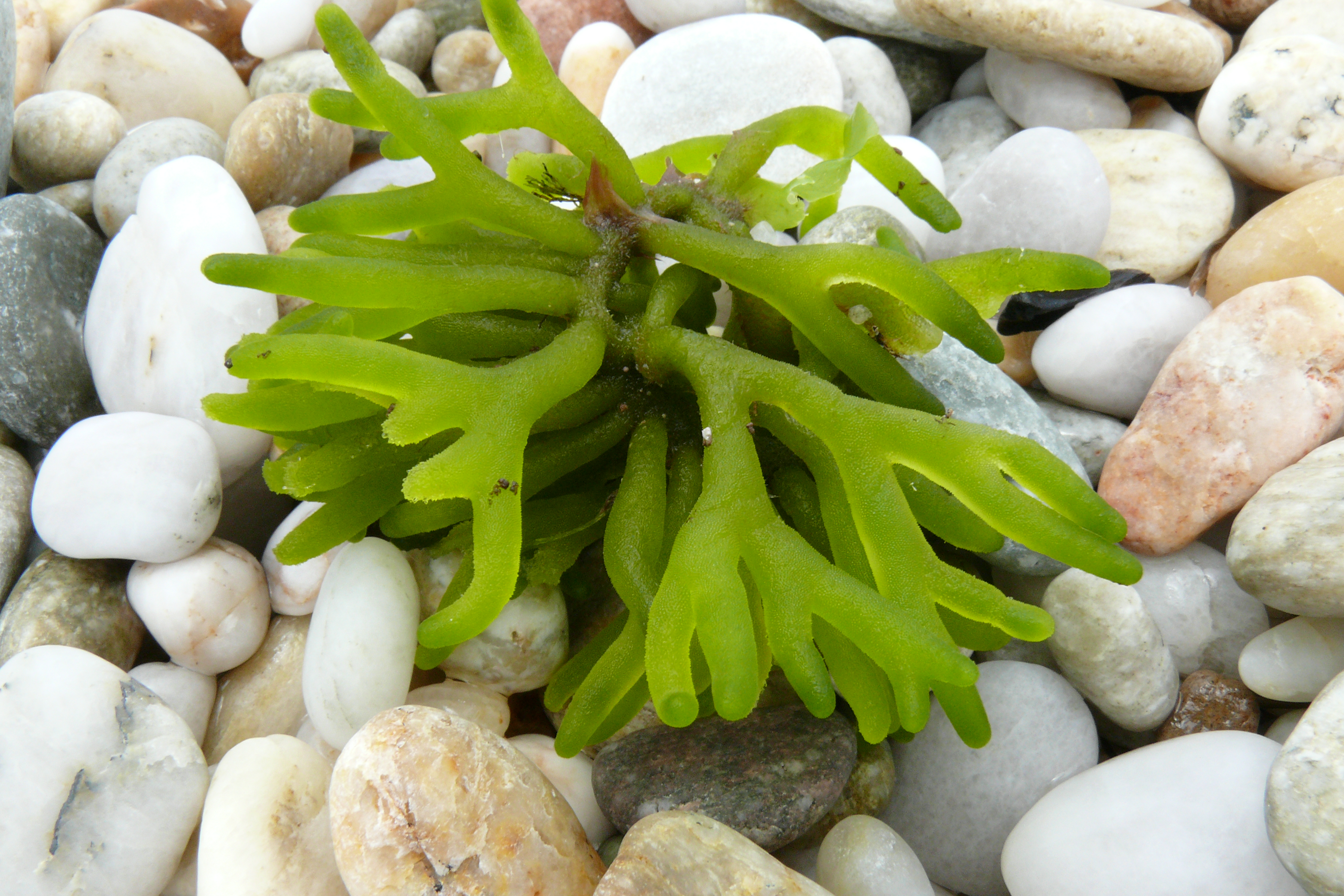
Codium fragile

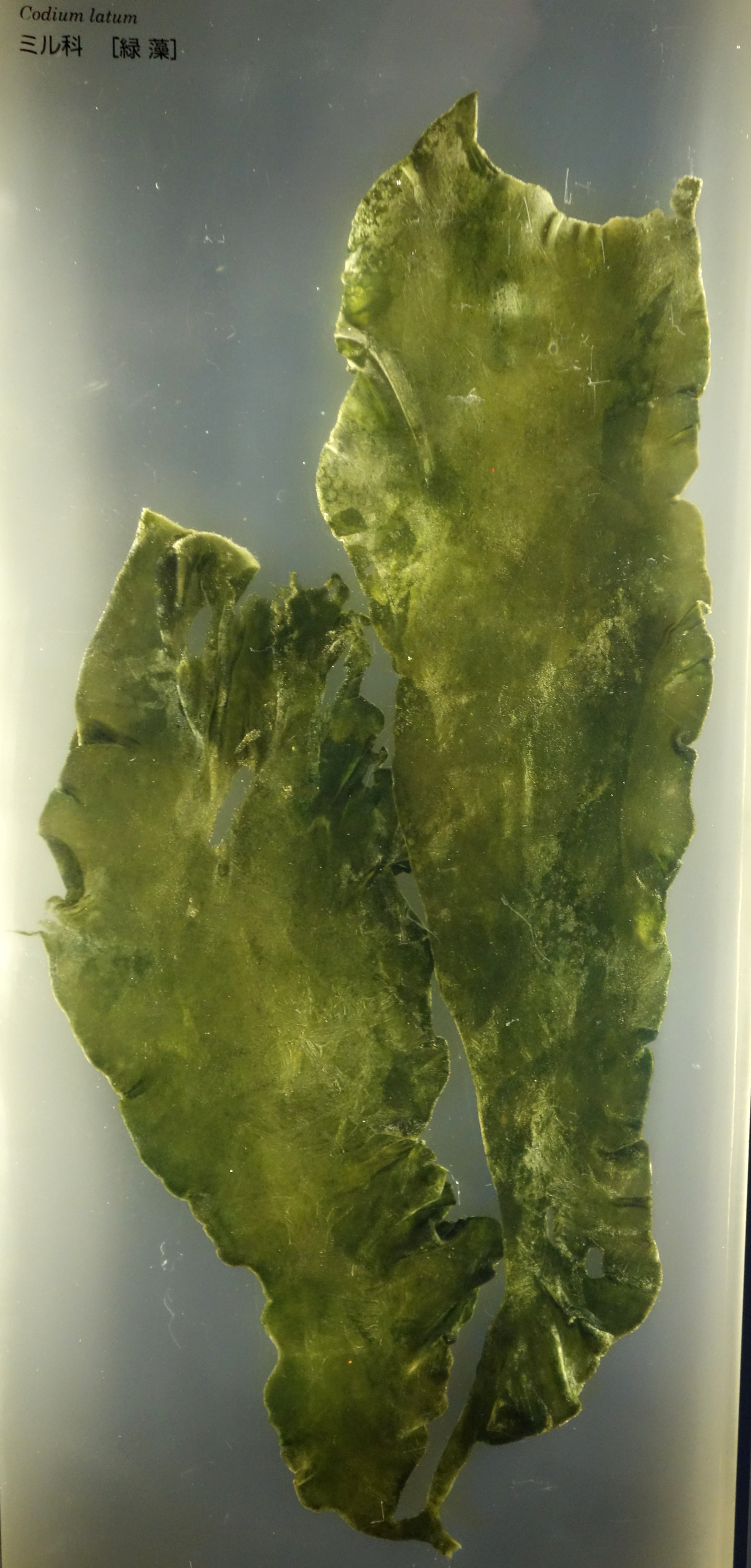
Codium latum

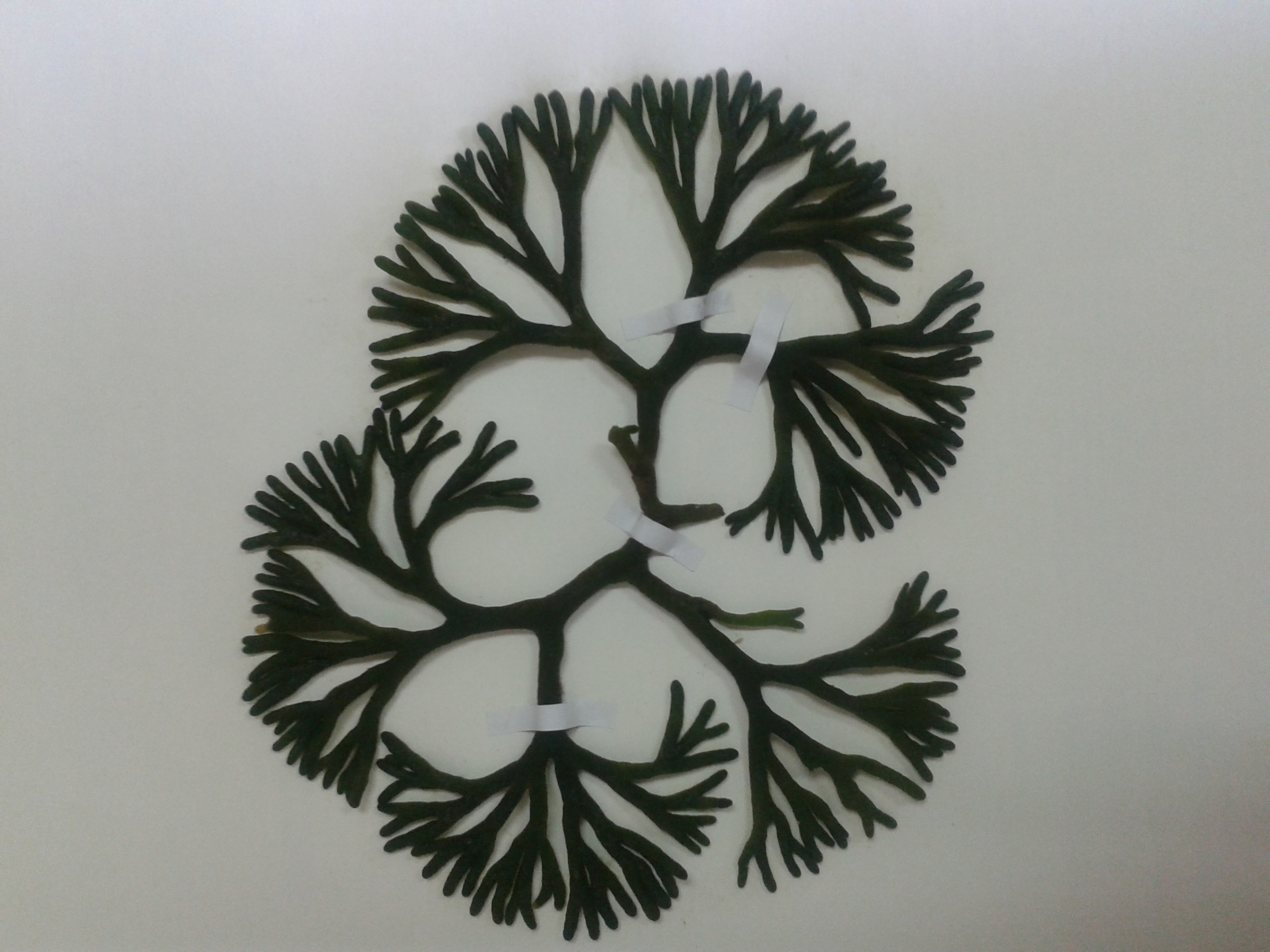
Codium vermilara

A Codium a valódi zöldmoszatok (Chlorophyta) törzsébe és a Codiaceae osztályába tartozó nemzetség.

## Rendszerezés
A nemzetségbe az alábbi 147 faj tartozik:
- Codium acuminatum O.Schmidt, 1923
- Codium adhaerens C.Agardh, 1822
- Codium afaqhusainii M.Nizamuddin, 2001
- Codium aliyae M.Nizamuddin
- Codium amplivesiculatum Setchell & N.L.Gardner, 1924
- Codium apiculatum P.C.Silva, M.E.Chacana & H.B.S Womersley, 2012
- Codium arabicum Kützing, 1856
- Codium arenicola M.E.Chacana & P.C.Silva, 2014
- Codium australicum P.C.Silva, 1956
- Codium barbatum Okamura, 1930
- Codium bartlettii C.K.Tseng & W.J.Gilbert, 1942
- Codium bernabei A.V.González, M.E.Chacana & P.C.Silva, 2012
- Codium bilobum M.Nizamuddin, 2000(?)
- Codium boergesenii M.Nizamuddin, 2001
- Codium brandegeei Setchell & N.L.Gardner, 1924
- Codium bursa (Olivi) C.Agardh, 1817
- Codium campanulatum P.C.Silva & M.E.Chacana, 2004
- Codium capitatum P.C.Silva, 1959
- Codium capitulatum P.C.Silva & Womersley, 1956
- Codium carolinianum Searles, 1972
- Codium cattaniae Vouk, 1936
- Codium cerebriforme Setchell, 1937
- Codium chazaliei Weber Bosse
- Codium cicatrix P.C.Silva, 1959
- Codium coactum Okamura, 1902
- Codium contractum Kjellman, 1897
- Codium convolutum (Dellow) P.C.Silva, 1962
- Codium coralloides (Kützing) P.C.Silva, 1960
- Codium corymbosum M.Nizamuddin, 1991
- Codium cranwelliae Setchell, 1940
- Codium cylindricum Holmes, 1896
- Codium dawsonii P.C.Silva, F.F.Pedroche, M.E.Chacana & K.A.Miller, 2014
- Codium decorticatum (Woodward) M.A.Howe, 1911
- Codium decumbens Martius, 1833
- Codium desultorium P.C.Silva & M.E.Chacana, 2004
- Codium dichotomum S.F.Gray, 1821
- Codium dilatatum (Rafinesque) Delle Chiaje
- Codium dimorphum Svedelius, 1900
- Codium distichium A.C.Brown & N.Jarman
- Codium duthieae P.C.Silva, 1956
- Codium dwarkense Børgesen, 1947
- Codium edule P.C.Silva, 1952
- Codium effusum (Rafinesque) Delle Chiaje, 1829
- Codium elisabethiae O.C.Schmidt, 1929
- Codium extricatum P.C.Silva, 1959
- Codium faridii M.Nizamuddin
- Codium fastigiatum M.Nizamuddin, 2001
- Codium fernandezianum Setchell, 1937
- Codium fimbriatum M.Nizamuddin, 2000(?)
- Codium flabellatum P.C.Silva ex M.Nizamuddin, 2001
- Codium formosanum Yamada, 1950
- Codium foveolatum M.A.Howe, 1914
- Codium fragile (Suringar) Hariot, 1889
- Codium galeatum J.Agardh, 1887
- Codium geppiorum O.C.Schmidt, 1923
- Codium gerloffii M.Nizamuddin, 2000(?)
- Codium giraffa P.C.Silva, 1979
- Codium globosum A.H.S.Lucas, 1927
- Codium gongylocephalum Kraft, 2007
- Codium gracile (O.C.Schmidt) Dellow, 1952
- Codium guineënse P.C.Silva ex G.W.Lawson & D.M.John, 1982
- Codium harveyanum Stechell
- Codium harveyi P.C.Silva, 1956
- Codium hawaiiense P.C.Silva & M.E.Chacana, 2004
- Codium hawkesbayense M.Nizamuddin, 2001
- Codium hubbsii E.Y.Dawson, 1950
- Codium incognitum P.C.Silva, 1959
- Codium indicum S.C.Dixit, 1940
- Codium inerme P.C.Silva, 2004
- Codium intermedium P.C.Silva & M.E.Chacana, 2004
- Codium intertextum Collins & Hervey, 1917
- Codium intricatum Okamura, 1913
- Codium isaacii P.C.Silva, 1959
- Codium isabelae W.R.Taylor, 1945
- Codium islamii M.Nizamuddin
- Codium isthmocladum Vickers, 1905
- Codium johnstonei P.C.Silva, 1951
- Codium kajimurae P.C.Silva & M.E.Chacana, 2003
- Codium laevigatum M.Nizamuddin
- Codium laminarioides Harvey, 1855
- Codium latum Suringar, 1867
- Codium lineare C.Agardh, 1822
- Codium lucasii Setchell, 1935
- Codium madagascariense Farghaly, 1980
- Codium mamillosum Harvey, 1855
- Codium manorense M.Nizamuddin
- Codium megalophysum P.C.Silva, 1959
- Codium minus (O.C.Schmidt) P.C.Silva, 1962
- Codium minutissimum Noda, 1968
- Codium mozambiquense P.C.Silva, 1959
- Codium mucronatum
- Codium muelleri Kützing, 1856
- Codium nanwanense J.S.Chang
- Codium ovale Zanardini, 1878
- Codium pakistanicum M.Nizamuddin
- Codium papenfussii P.C.Silva, 1959
- Codium papillatum C.K.Tseng & W.J.Gilbert, 1942
- Codium parvulum (Bory de Saint Vincent ex Audouin) P.C.Silva, 2003
- Codium pelliculare P.C.Silva, 1959
- Codium pernambucense Oliveira-Carvalho & S.M.B.Pereira, 2012
- Codium perriniae A.H.S.Lucas, 1935
- Codium peruvianum (M.A.Howe) Setchell, 1937
- Codium petaloideum A.Gepp & E.S.Gepp
- Codium phasmaticum Setchell, 1940
- Codium picturatum F.F.Pedroche & P.C.Silva, 1996
- Codium platyclados R.Jones & Kraft, 1984
- Codium platylobium Areschoug, 1854
- Codium pocockiae P.C.Silva, 1959
- Codium polymorphum P.L.Crouan & H.M.Crouan, 1860
- Codium pomoides J.Agardh, 1894
- Codium profundum P.C.Silva & M.E.Chacana, 2010
- Codium prostratum Levring, 1938
- Codium pseudolatum M.Nizamuddin, 2001
- Codium pugniforme Okamura, 1915
- Codium recurvatum Verbruggen, 2012
- Codium reediae P.C.Silva, 1952
- Codium repens P.L.Crouan & H.M.Crouan, 1905
- Codium reversum Kraft, 2007
- Codium ritteri Setchell & N.L.Gardner, 1903
- Codium robustum M.Nizamuddin
- Codium saccatum Okamura, 1915
- Codium saifullahii M.Nizamuddin
- Codium schmiederi P.C.Silva, F.F.Pedroche & M.E.Chacana, 2014
- Codium scindicola Setchell ex M.Nizamuddin, 2001
- Codium setchellii N.L.Gardner, 1919
- Codium shameelii M.Nizamuddin, 1997
- Codium silvae Womersley, 1984
- Codium simulans Setchell & N.L.Gardner, 1924
- Codium skottsbergianum (Setchell) P.C.Silva, 1951
- Codium spinescens P.C.Silva & Womersley, 1956
- Codium spinulosum Y.Lee, 2008
- Codium spongiosum Harvey, 1855
- Codium stephensiae Dickinson, 1932
- Codium subantarcticum P.C.Silva, 1987
- Codium subconstrictum M.Nizamuddin, 1991
- Codium subtubulosum Okamura, 1902
- Codium sursum Kraft & A.J.K.Millar, 2000
- Codium tapetum Y.Lee, 2008
- Codium taylorii P.C.Silva, 1960
- Codium tenue (Kützing) Kützing, 1856
- Codium tenuifolium S.Shimada, T.Tadano & J.Tanaka, 2007
- Codium textile (Clemente) C.Agardh, 1817
- Codium tobrukense M.Nizamuddin & El Menifi Fathalla, 1993
- Codium tomentosum Stackhouse, 1797 - típusfaj
- Codium tunue Kützing, 1856
- Codium vermilara (Olivi) Delle Chiaje, 1829
- Codium yezoense (Tokida) K.L.Vinogradova, 1979

### Kérdéses taxonok
Az alábbi 14 taxon idetartozása kérdéses:
- Codium clypiatum J.Agardh
- Codium compressum Biasoletto
- Codium crustaceum Schousboe
- Codium damicorne (Bory) Kützing
- Codium distichum A.C.Brown & N.Jarman
- Codium filiforme Montagne
- Codium flagellare Agardh
- Codium implicatum (C.Agardh) Biasoletto
- Codium kashiwajimanum Yamada
- Codium membranaceum C.Agardh
- Codium nasri Awad
- Codium simplex DeNotaris
- Codium simpliciusculum (Turner) C.Agardh
- Codium subglobosum S.F.Gray